# Струве, Герман Оттович
Герман Оттович Струве (1854—1920) — русский астроном, сын О. В. Струве.

## Биография
Родился в Царском селе, окончил Дерптский университет в 1877, затем стажировался в Страсбурге, Париже и Берлине (у Г. Гельмгольца, Г. Р. Кирхгофа и К. Вейерштрасса). В 1882—1895 работал в Пулковской обсерватории, затем занял пост директора Кёнигсбергской обсерватории и профессора Кёнигсбергского университета. В 1904 возглавил Берлинскую обсерваторию, которая под его руководством в 1913 была переведена в Бабельсберг, и занимал пост её директора до своей смерти в 1920. С 1905 был профессором Берлинского университета.
Основные труды в области наблюдательной астрономии и небесной механики. Наблюдал двойные звезды на 15-дюймовом рефракторе Пулковской обсерватории. Был первым наблюдателем на крупнейшем тогда в мире 30-дюймовом рефракторе Пулковской обсерватории, который вступил в строй в 1885; провел исследование инструмента и выполнил большой ряд измерений двойных звезд. Особую ценность представляют выполненные Струве исследования спутников Марса и Сатурна. На основании собственных наблюдений он построил теорию движения спутников Сатурна. Открыл либрацию в движении седьмого спутника этой планеты — Гипериона и объяснил её влиянием на Гиперион шестого спутника — Титана, самого большого в системе Сатурна (1888). В 1892 открыл также либрацию двух ближайших к Сатурну спутников — Мимаса и Энцелада. Наблюдения спутника Марса Фобоса, которые Струве провел в Пулковской обсерватории, были впоследствии использованы Б. П. Шарплессом при изучении векового ускорения в движении этого спутника. В 1874 принимал участие в экспедиции в Восточную Сибирь для наблюдения прохождения Венеры по диску Солнца.
Награждён премией Дамуазо Парижской АН (1897), Золотой медалью Королевского астрономического общества (1903).
В 1913 году открытая русским астрономом Г. Н. Неуйминым малая планета номер 768 была названа Струвеана в честь астрономов В. Я., О. В. и Г. О. Струве.